# Soliman le Magnifique
Vous lisez un « bon article » labellisé en 2013.
Soliman Ier (turc ottoman : سلطان سليمان اول (Sultān Suleimān-i evvel) ; turc : I. Süleyman) est probablement né le 6 novembre 1494 à Trébizonde (Trabzon) dans l'actuelle Turquie et mort le 6 septembre 1566 à Szigetvár dans l'actuelle Hongrie. 
Fils de Sélim Ier Yavuz, il fut le dixième sultan de la dynastie ottomane et le soixante-quatorzième calife de l’islam de 1520 à sa mort en 1566. On le nomme Soliman le Magnifique en Occident et le Législateur en Orient (turc : Kanuni ; arabe : القانوني, al‐Qānūnī) en raison de sa reconstruction complète du système juridique ottoman.
Il devient l'un des monarques les plus éminents du XVIe siècle et présida à l'apogée de la puissance économique, militaire, politique et culturelle de l'Empire ottoman. Il mène ses armées à la conquête des bastions chrétiens de Belgrade, de Rhodes et de la Hongrie avant de devoir s'arrêter devant Vienne en 1529. Il annexe la plus grande partie du Moyen-Orient lors de ses guerres contre les Séfévides d'Iran ainsi que de larges portions de l'Afrique du Nord jusqu'en régence d'Alger. Sous son règne, la marine ottomane, menée notamment par le grand amiral Barberousse, domine la mer Méditerranée, la mer Rouge et le golfe Persique.
À la tête de son empire en pleine expansion, Soliman instaure des changements législatifs concernant la société, l'éducation, l'économie et le système judiciaire. Son code civil (appelé Kanun) fixe la forme de l'empire pour plusieurs siècles. Soliman est non seulement un poète et un orfèvre, mais également un mécène qui supervise l'âge d'or de l'art, de la littérature et de l'architecture ottomanes. Il parle quatre langues : le turc ottoman, l'arabe, le tchaghataï (un dialecte turc apparenté à l'ouïghour) et le persan.
En rupture avec les traditions ottomanes, Soliman épouse l'une des filles de son harem, Roxelane, qui devient Hürrem Sultan ; ses intrigues en tant que reine à la cour et son influence sur le sultan assurent sa renommée. Leur fils, Sélim II, succède à Soliman à sa mort en 1566. Le règne de près de 46 ans de Soliman demeure le plus long de l'histoire de l'Empire ottoman.

## Jeunesse
Soliman est né à Trabzon au bord de la mer Noire, probablement le 6 novembre 1494,. Sa mère est la sultane validé Hafsa Sultan, décédée en 1534. À l'âge de sept ans, il est envoyé à l'école du palais de Topkapı à Constantinople (Istanbul) pour y étudier les sciences, l'histoire, la littérature, la théologie et les tactiques militaires. Il se lie d'amitié avec Pargalı Ibrahim Pacha, un esclave qui devient par la suite l'un de ses plus proches conseillers. Le jeune Soliman, âgé de 18 ans, est nommé gouverneur de Kefe (Théodosie) puis de Manisa avec un bref séjour à Andrinople. À la mort de son père, Sélim Ier (1470/71-1520), Soliman accède au trône en tant que dixième sultan ottoman. Seul fils survivant de Selim, il n'a pas à affronter ses frères pour accéder au pouvoir contrairement à ses prédécesseurs.
Une première description de Soliman, quelques semaines après son sacre, est fournie par l'émissaire de Venise, Bartolomeo Contarini : « Âgé de 26 ans, il est grand mais maigre avec un teint délicat. Son cou est un peu trop long, son visage est mince et son nez aquilin. Il a une légère moustache et une courte barbe ; néanmoins il a une présence agréable même si sa peau a tendance à pâlir. Il dit être un seigneur sage, aimant les études et tout le monde a de l'espoir dans son règne ». 
Certains historiens avancent que dans sa jeunesse Soliman manifeste une admiration pour Alexandre le Grand,, influencé par la vision que portait Alexandre pour un empire mondial, qui s'étendrait de l'Est à l'Ouest, vision qui pourrait avoir encouragé Soliman à entreprendre ses futures campagnes militaires en Asie, en Afrique et en Europe, afin d'étendre l'Empire ottoman.

## Campagnes militaires

### En Europe

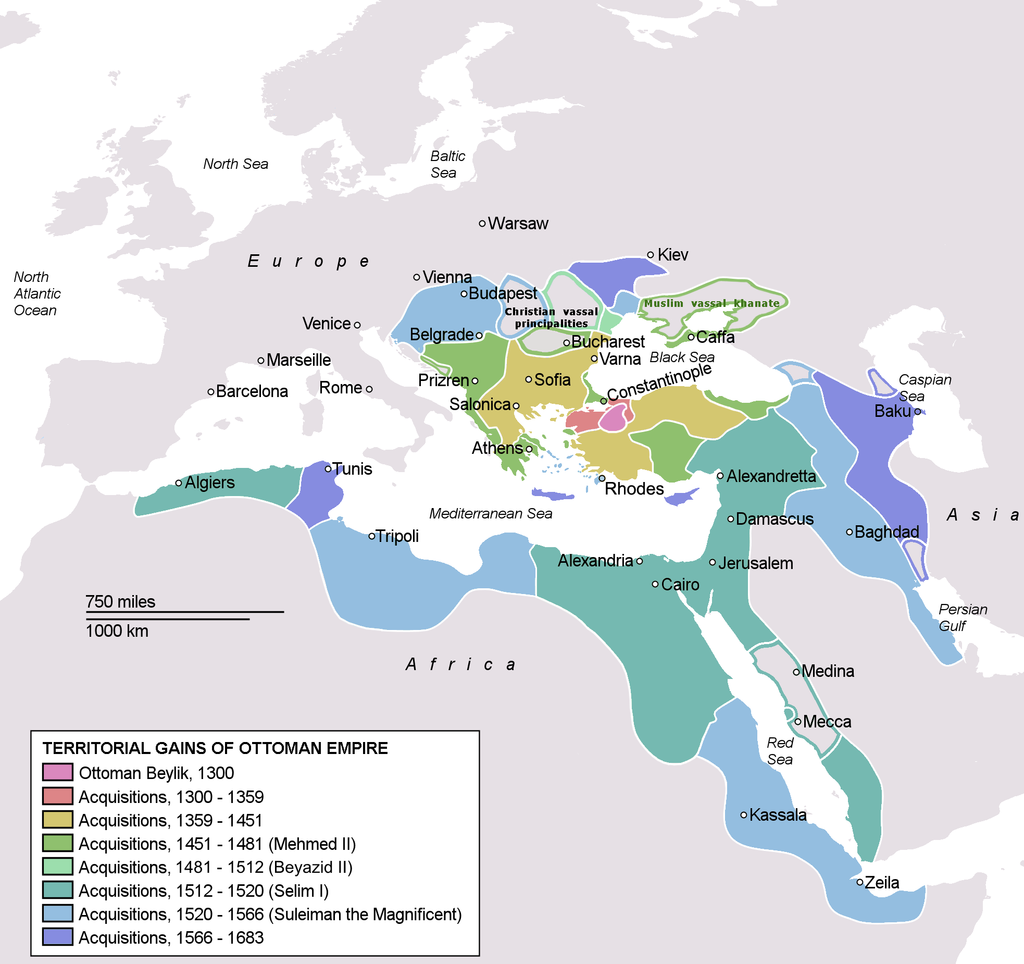
Carte montrant l'expansion territoriale de l'Empire ottoman, exposant les conquêtes de Soliman par rapport à celles de ses prédécesseurs et de ses successeurs.

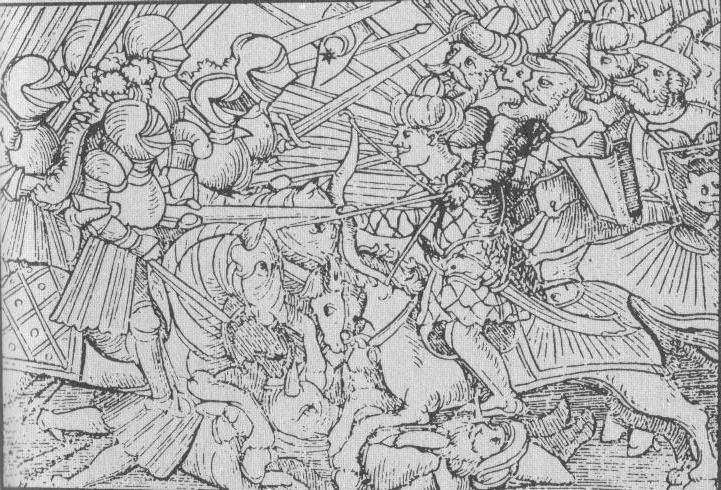
Affrontement entre les Ottomans et les Allemands, XVIe siècle.

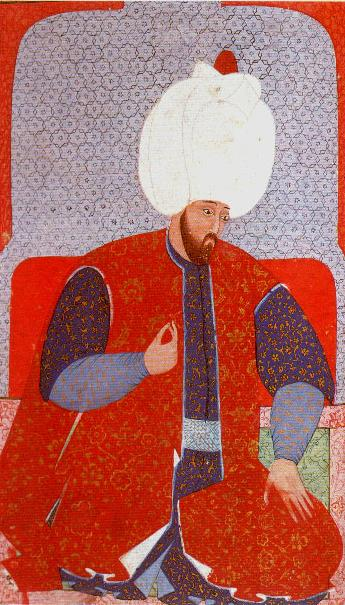
Soliman alors jeune homme

Dès la mort de son père, Soliman entame une série de conquêtes militaires et réprime une révolte menée par le gouverneur ottoman de Damas, Janbirdi al-Ghazali, en 1521. Il prépare la conquête de Belgrade alors défendue par le royaume de Hongrie et que son arrière grand-père Mehmed II a échoué à prendre (1456). La prise de la ville est indispensable pour éliminer les Hongrois qui, après les défaites des Serbes, des Bulgares, des Byzantins et des Albanais restent l'unique réelle puissance pouvant s'opposer à l'avancée ottomane en Europe. Soliman encercle Belgrade et entame une série de bombardements depuis l'île au confluent du Danube et de la Save. Avec une garnison de 700 hommes et sans aucun soutien de la Hongrie, la ville tombe en août 1521.
La nouvelle de la chute de l'un des bastions de la Chrétienté sème la peur dans toute l'Europe. Comme l'ambassadeur du Saint-Empire romain germanique à Constantinople l'écrit : « La capture de Belgrade est à l'origine des événements dramatiques qui engloutirent la Hongrie. Elle mena à la mort du roi Louis II de Hongrie (1526, bataille de Mohács), à la prise de Buda (1541), à l'occupation de la Transylvanie (1526), à la ruine d'un royaume florissant et à la peur des nations voisines de subir le même sort… ».
La route de la Hongrie et de l'Autriche désormais ouverte, Soliman détourne son attention vers l'île méditerranéenne de Rhodes, le couvent des Hospitaliers de l'ordre de Saint-Jean de Jérusalem dont les activités de course en Asie Mineure et au Levant sont une menace permanente pour les intérêts ottomans. À l'été 1522, Soliman détache une flotte de 300 navires tout en menant personnellement une armée de 100 000 hommes en Asie Mineure face à l'île. Après un siège de cinq mois, Rhodes capitule et Soliman, à la suite d'une négociation avec Philippe de Villiers de L'Isle-Adam, grand maître de l'ordre de Saint-Jean de Jérusalem, autorise les Hospitaliers à quitter l'île, ces derniers finissent par s'installer à Malte.

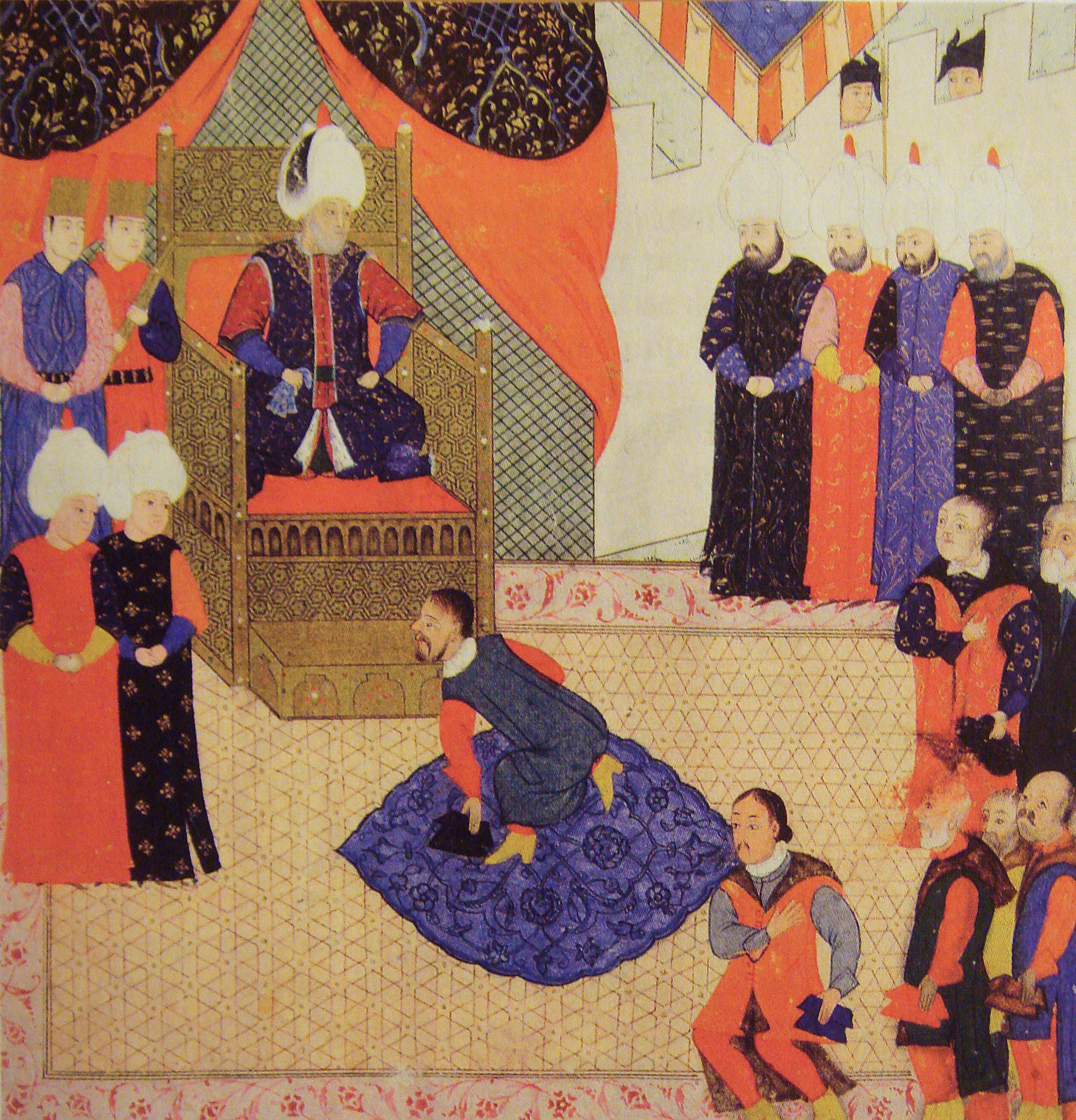
Jean Sigismond rend hommage à Soliman

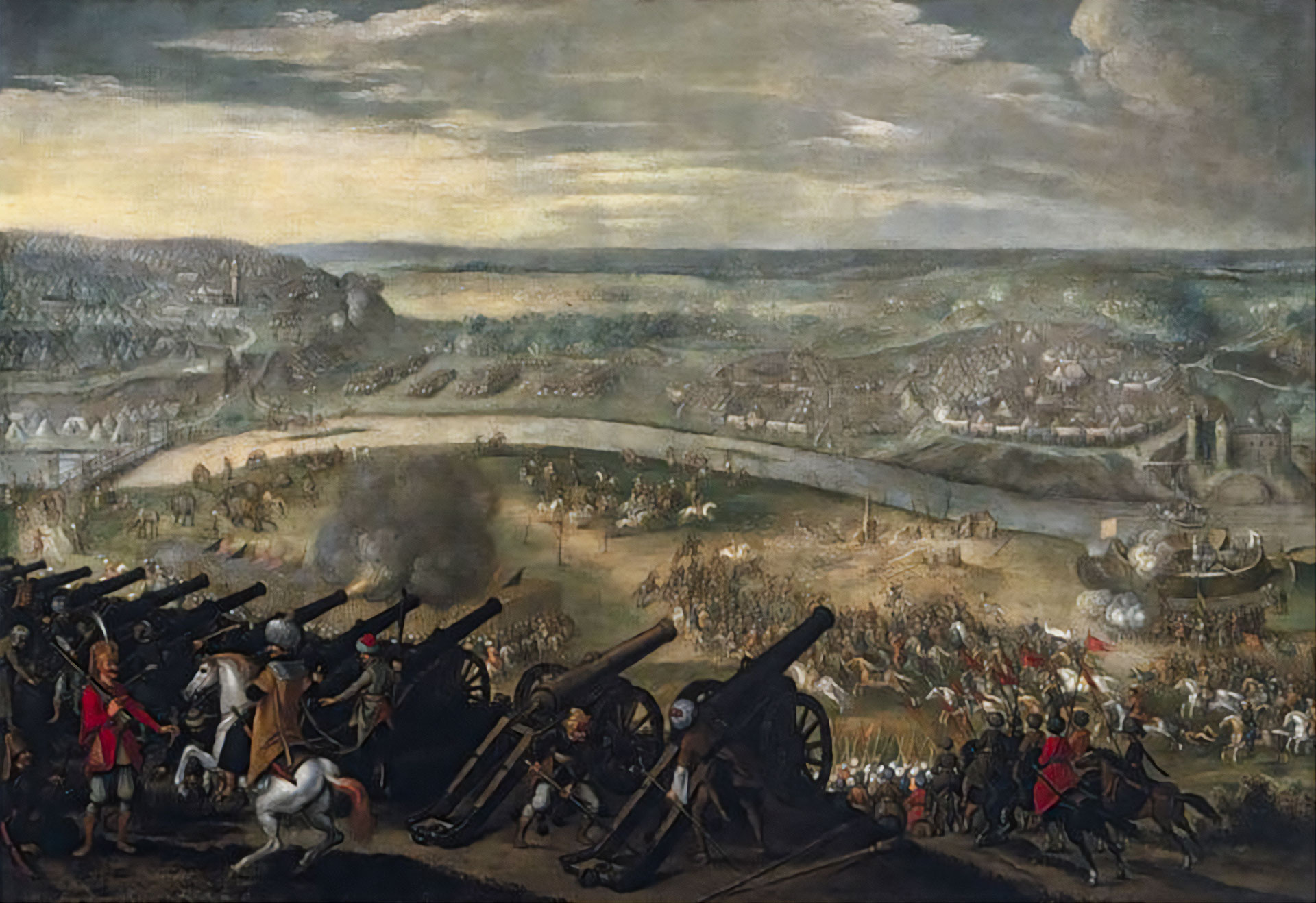
le siège d'Esztergom constitue un épisode de la campagne ottomane de Hongrie en 1543

Les relations entre la Hongrie et l'Empire ottoman continuent de se détériorer et Soliman reprend sa campagne en Europe orientale. Le 29 août 1526, l'armée hongroise menée par Louis II de Hongrie (1516-1526) est battue lors de la bataille de Mohács. Après cela, la résistance hongroise s'effondre et l'Empire ottoman devient la puissance dominante dans la région. Croisant le corps sans vie du roi Louis II, Soliman se serait lamenté : « Je suis venu en armes contre lui mais ce n'était pas mon souhait qu'il meure ainsi alors qu'il avait à peine goûté aux plaisirs de la vie et de la royauté ». 
Alors que Soliman mène campagne en Hongrie, des tribus turkmènes, menées par Kalender Çelebi, amorcent une révolte en Anatolie, bientôt réprimée par Pargalı Ibrahim Pacha.
Certains nobles hongrois proposent que Ferdinand (1503-1564), archiduc de l'Autriche voisine et lié à Louis II par mariage (Ferdinand avait pour épouse Anne, sœur de Louis II, et ce dernier avait pour épouse Marie, sœur de Ferdinand et de Charles Quint) devienne roi de Hongrie évoquant des accords antérieurs précisant que les Habsbourg prendraient le contrôle de la Hongrie si Louis II mourait sans héritier. Cependant, d'autres nobles étaient partisans de Jean Zápolya, un noble soutenu par Soliman et donc rejeté par les puissances chrétiennes d'Europe. 
Finalement, après un long litige - Ferdinand s'était proclamé roi en 1526 - Jean Zápolya est couronné roi de Hongrie par les Ottomans, en 1526. Sous Charles Quint et son frère Ferdinand, archiduc d'Autriche, les Habsbourg réoccupent Buda et la Hongrie. En conséquence, en 1529, Soliman remonte le Danube et reprend Buda avant d'assiéger Vienne. 
Avec une garnison renforcée de 16 000 hommes, les Autrichiens infligent à Soliman sa première défaite, semant les germes d'une rivalité entre les Ottomans et les Habsbourg qui dure jusqu'au XXe siècle. Une nouvelle tentative pour prendre Buda en 1532 échoue également, et Soliman doit se retirer avant d'atteindre la ville, repoussé par les défenseurs magyars et croates lors du siège de Güns (en). Dans les deux cas, l'armée ottomane a été handicapée par le mauvais temps (la forçant à abandonner l'essentiel de son équipement de siège) et l'étirement excessif des lignes de ravitaillement. L'échec de Soliman devant Vienne marque ainsi l'apogée de la puissance ottomane et de son extension territoriale en Europe centrale.
Soliman ne tarde pas à prendre sa revanche : en 1538, la rapide campagne de Moldavie lui permet d'imposer sa domination à cette principauté roumaine et appuyer son candidat sur le trône de Moldavie le prince Ștefan Lăcusta contre le roi Petru Rareș qui s'est allié avec les Habsbourg et annexe à son empire le sud de la Bessarabie.
Peu après, des tensions en Hongrie lui fournissent l'opportunité de venger sa défaite devant Vienne. En 1541, les Habsbourg entrent une nouvelle fois en guerre avec les Ottomans et tentent d'assiéger Buda. Ils en sont repoussés et plusieurs de leurs forteresses sont prises. Ferdinand et son frère Charles Quint sont forcés de signer une humiliante trêve de cinq ans avec Soliman, en juin 1547 (traité d'Istanbul). Ferdinand renonce à ses prétentions sur le trône de Hongrie et doit payer un tribut annuel pour les terres hongroises qu'il contrôle. D'un point de vue plus symbolique, le traité fait référence à Charles Quint, non en tant qu'« empereur » du Saint-Empire mais uniquement comme « roi d'Espagne ». Avec l'affaiblissement de ses rivaux européens, Soliman s'est assuré un rôle de premier plan dans les affaires européennes.

### Au Moyen-Orient

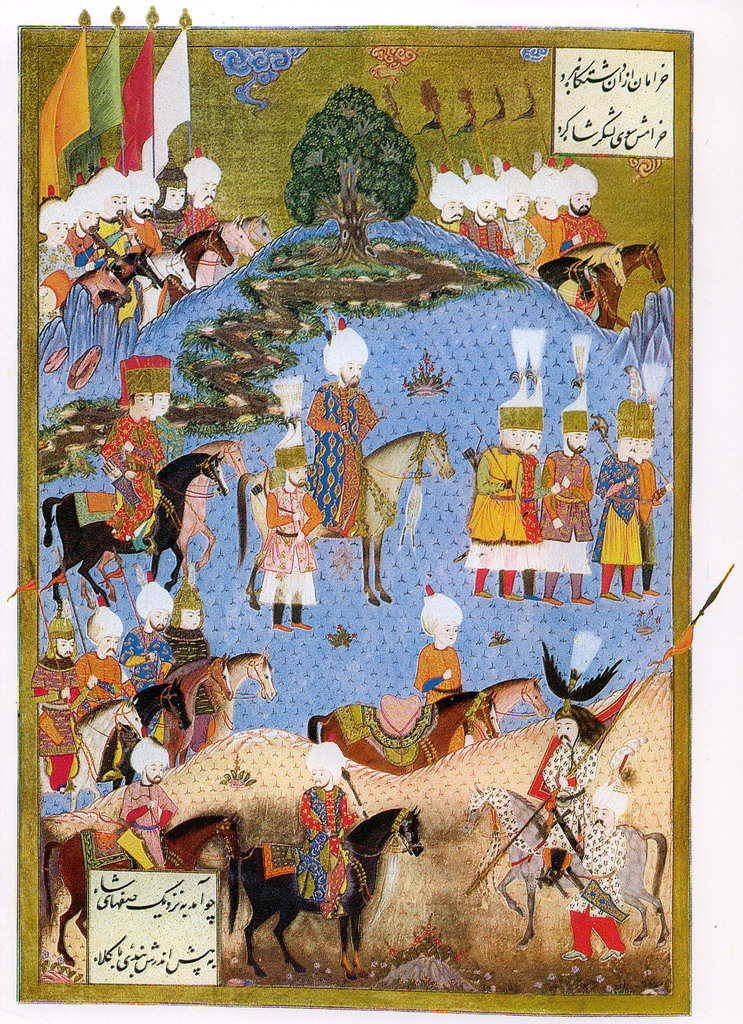
Miniature représentant Soliman marchant sur Nakhitchevan, été 1554

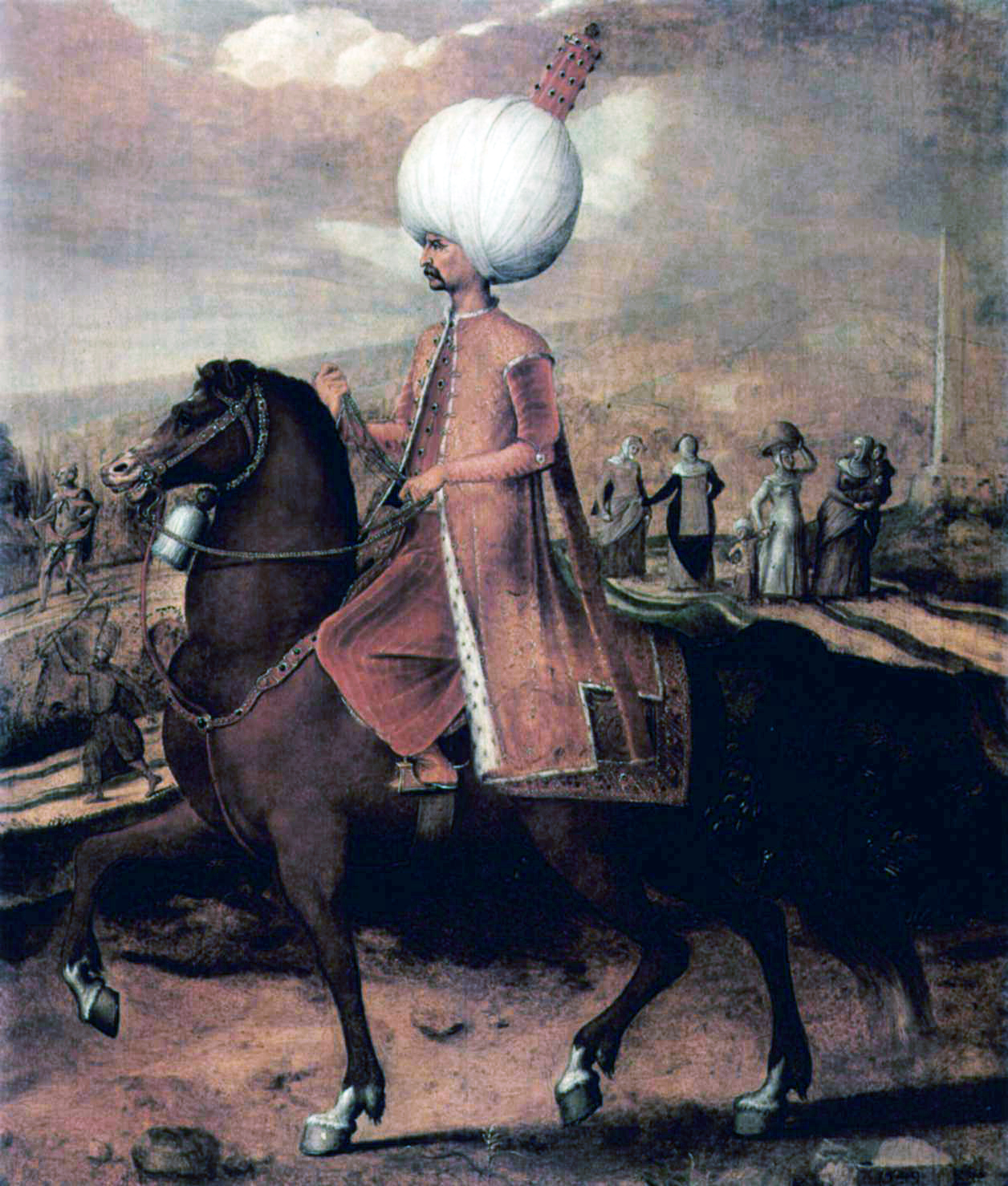
Soliman le Magnifique sur son cheval, par Hans Eworth

Après avoir sécurisé ses frontières européennes, Soliman se tourne vers la menace posée par la dynastie chiite des Séfévides de Perse. Deux événements en particulier précipitent le conflit. Premièrement, le chah Tahmasp Ier a fait assassiner le gouverneur de Bagdad loyal à Soliman pour le remplacer par un de ses partisans ; et deuxièmement, le gouverneur de Bitlis a fait défection pour rejoindre les Séfévides. En conséquence, Soliman ordonne en 1533 au grand vizir Pargalı Ibrahim Pacha de mener une armée en Asie. Il reprend Bitlis et occupe Tabriz sans rencontrer de véritable opposition. Après avoir rejoint Ibrahim en 1534, Soliman fait une poussée vers la Perse, mais il réalise que le shah sacrifie son territoire pour éviter une bataille rangée et harcèle l'armée ottomane alors qu'elle avance en terrain difficile. Néanmoins, Bagdad tombe l'année suivante et cela confirme Soliman en tant que chef de file du monde islamique et successeur légitime des califes abbassides.
Tentant de vaincre le chah Tahmasp une bonne fois pour toutes, Soliman se lance dans une seconde campagne en 1548-1549. Comme dans le conflit précédent, Tahmasp Ier évite toute confrontation avec l'armée ottomane et préfère se replier non sans avoir dévasté l'Arménie perse afin de priver les Ottomans d'abri durant le rude hiver caucasien. 
Soliman abandonne la campagne mais conserve ses gains à Tabriz, en Arménie, dans la province de Van et en Géorgie. 
En 1553, Soliman lance sa troisième et dernière campagne contre le shah. Après avoir perdu des territoires à Erzurum face au fils de son ennemi,en Soliman riposte en reprenant la ville, en franchissant l'Euphrate et en dévastant des territoires de Perse. L'armée du shah continue sa stratégie de retraite, ce qui conduit à une impasse, aucun camp ne semblant pouvoir prendre l'avantage. En mai 1555, un traité (paix d'Amasya) met fin aux campagnes de Soliman dans la région. Les Perses conservent Tabriz et leurs territoires du nord-ouest mais Soliman s'empare de Bagdad, de la Mésopotamie, des embouchures du Tigre et de l'Euphrate et donc d'un débouché dans le golfe Persique. Le Shah s'engage également à cesser toutes ses incursions en territoire ottoman.

### Dans l'océan Indien et en Inde

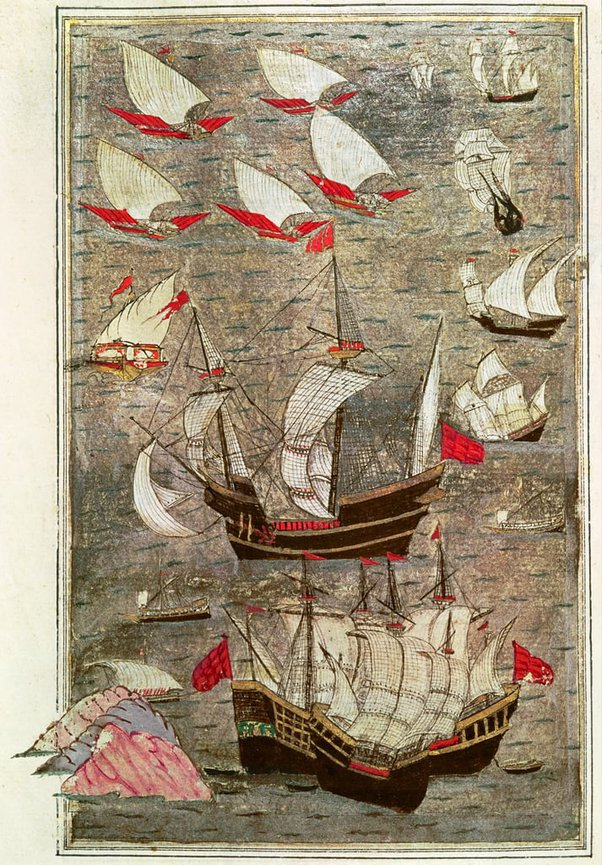
Flotte ottomane dans l'océan Indien au XVIe siècle

La marine ottomane parcourt l'océan Indien de manière régulière depuis l'an 1518. De grands amiraux turcs, tels Hadim Suleiman Pacha, Seydi Ali Reis ou Kurtoğlu Hızır Reis (en), sont connus pour leurs voyages dans l'Empire moghol, dans les ports de Thatta, de Surate et de Janjira. De plus, l'empereur moghol Akbar échange six documents avec Soliman, attestant des relations qu'entretiennent les deux principaux empires musulmans de l'époque,.
Dans l'océan Indien, Soliman mène plusieurs campagnes navales contre les Portugais qui se sont emparés du commerce avec la côte occidentale de l'Inde. Aden, au Yémen, est prise par les Ottomans en 1538 afin de fournir de base navale contre les possessions portugaises sur la côte ouest indienne. Faisant voile vers l'Inde, les Ottomans échouent à prendre Diu aux Portugais en septembre 1538 mais ils retournent à Aden, qu'ils fortifient avec 100 pièces d'artillerie,. Depuis cette base, Hadim Suleiman Pacha parvient à prendre le contrôle de tout le Yémen, dont Sanaa. Aden se soulève contre les Ottomans et fait appel aux Portugais. La ville est reprise par l'amiral Piri Reis en 1548.
Fort de son contrôle indiscuté sur la mer Rouge, Soliman parvient à contrecarrer l'influence portugaise et à poursuivre un commerce important avec l'Empire moghol durant tout le XVIe siècle. Son amiral Piri Reis mène une flotte ottomane qui s'empare de Mascate en 1552.
En 1564, Soliman reçoit un émissaire d'Aceh (en actuelle Indonésie) demandant l'aide ottomane contre les Portugais. L'expédition vers le détroit de Malacca permet de fournir un soutien militaire considérable aux Acehnais.

### En Méditerranée et en Afrique du Nord

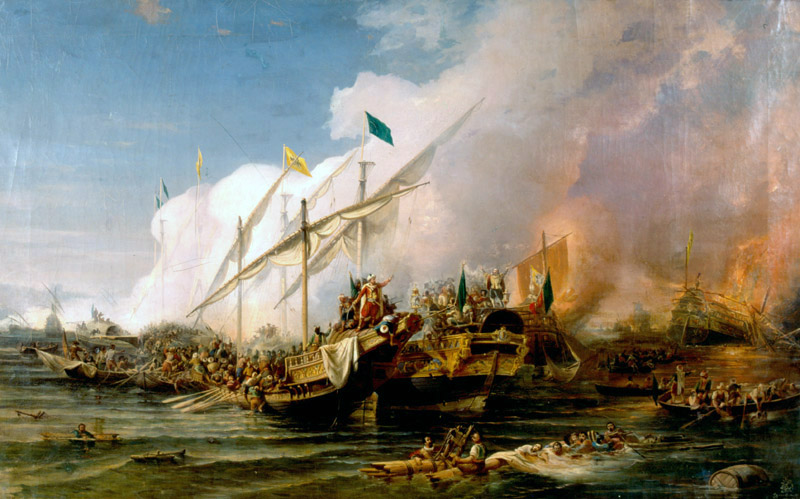
Khayr ad-Din Barberousse bat la flotte de la Sainte-Ligue, commandée par Andrea Doria, à la Bataille de Préveza, en 1538.

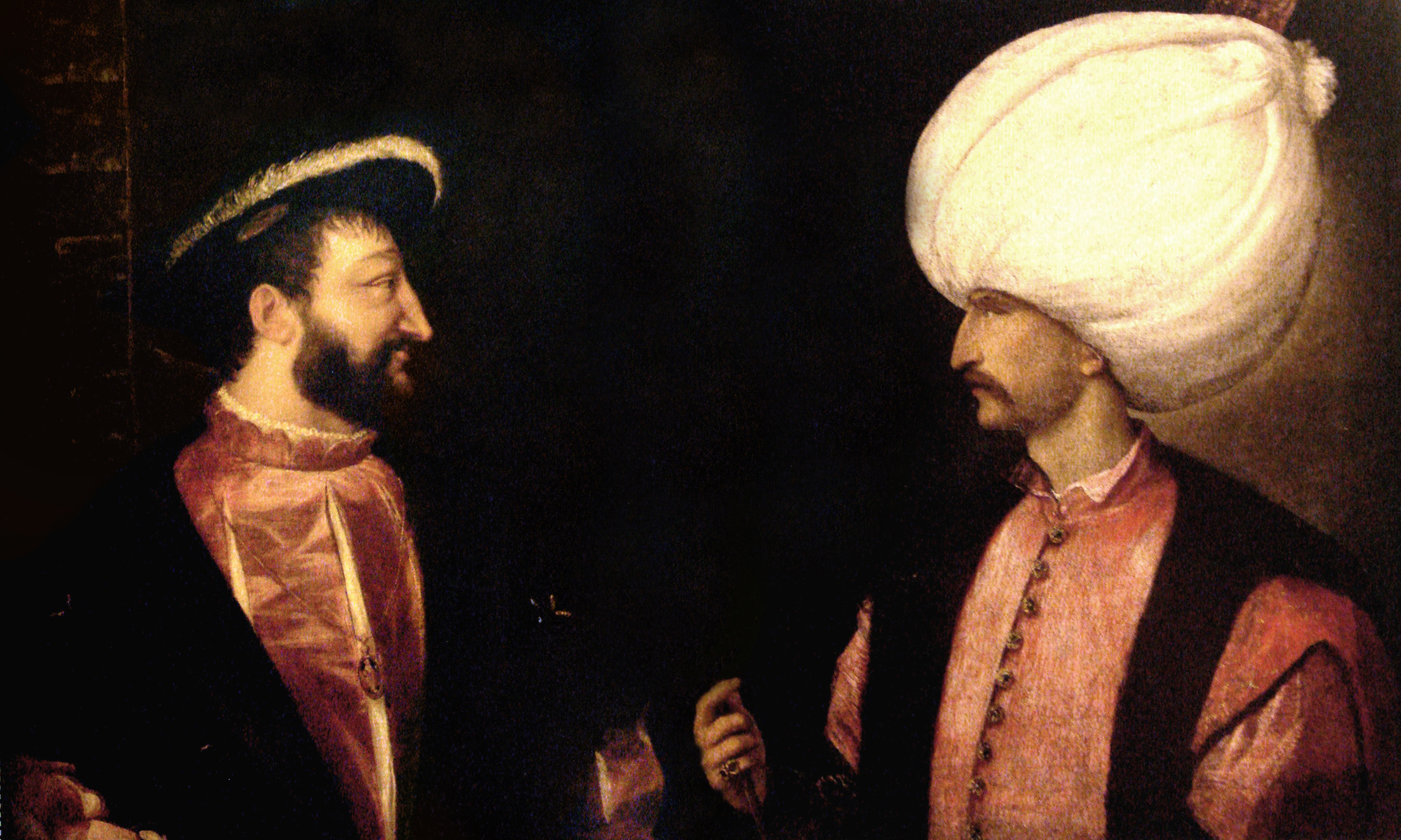
(gauche) et Soliman (droite) inaugurèrent une alliance franco-ottomane à partir des années 1530.

Ayant consolidé ses conquêtes sur terre, Soliman apprend que l'amiral Andrea Doria, au service de Charles Quint, a pris la forteresse de Koróni, en Morée (actuel Péloponnèse). La présence espagnole dans l'est de la Méditerranée inquiète Soliman, qui y voit une volonté de Charles Quint de s'attaquer à la domination ottomane.
Estimant nécessaire de renforcer la présence de sa marine dans la région, Soliman place à sa tête l'amiral Khayr ad-Din Barberousse. Ce dernier, chargé de reconstruire la flotte ottomane, parvient à faire en sorte que la marine de Soliman égale en nombre l'ensemble des flottes méditerranéennes coalisées. En juillet 1535, Charles Quint remporte toutefois une importante victoire contre les Ottomans à Tunis et la guerre avec Venise en 1537 force Soliman à former une alliance avec François Ier contre Charles Quint. En septembre 1538, la flotte espagnole est battue à Préveza par Barberousse, ce qui permet aux Ottomans de sécuriser leur contrôle de la Méditerranée orientale pendant 33 ans, jusqu'à la bataille de Lépante en 1571.
D'importants territoires d'Afrique du Nord sont annexés. Les États barbaresques de Tripolitaine (1551), de Tunisie (1556-1558, 1574) et d'Algérie (1587) deviennent des provinces autonomes de l'Empire et permettent de menacer Charles Quint, qui a échoué à chasser les Ottomans en 1541. La piraterie menée par les Barbaresques d'Afrique du Nord peut être interprétée dans le contexte des guerres contre l'Espagne. La marine ottomane contrôle également la mer Rouge et le golfe Persique jusqu'en 1554 lorsque ses navires sont battus par la marine portugaise. Les Portugais ont pris Ormuz et le détroit du même nom en 1515 et continuent de rivaliser avec les forces de Soliman pour le contrôle d'Aden.

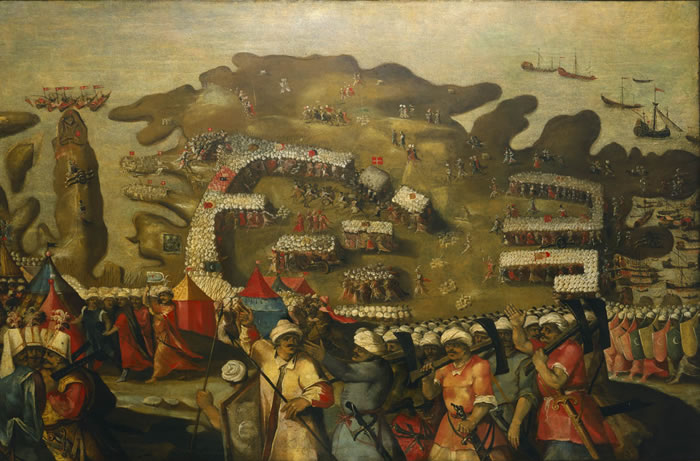
Le siège de Malte représenté par Matteo da Leccio.

En 1542, François Ier cherche à renouveler l'alliance avec l'Empire ottoman pour lutter contre les Habsbourg. Soliman envoie 100 galères menées par Barberousse pour aider les Français dans l'Ouest de la Méditerranée. Barberousse pille les côtes de Sicile et de Naples avant d'atteindre la France, où François Ier a installé son état-major à Toulon. Lors de la même campagne, Barberousse s'empare de Nice en 1543. La trêve de Crépy-en-Laonnois, signée le 18 septembre 1544 entre François Ier et Charles Quint à l'issue de la neuvième guerre d'Italie, met temporairement fin à l'alliance franco-ottomane.
Les Hospitaliers, qui se sont réfugiés à Malte après avoir été chassés de Rhodes, entreprennent de lutter contre la flotte des Ottomans, qui assemblent une large armée pour les déloger de l'île. Les Ottomans débarquent en 1565 et entament le siège du principal fort hospitalier le 18 mai. Le siège fait ensuite l'objet de nombreuses fresques par le peintre italien Matteo da Leccio. La bataille semble être une répétition de la prise de Rhodes car la plupart des villes de Malte ont été détruites et la moitié des chevaliers sont morts au combat. Cependant, des renforts espagnols obligent les Ottomans à lever le siège le 8 septembre. La bataille se solde par une victoire décisive des Hospitaliers, avec 30 000 Ottomans morts au combat,.

## Réformes administratives

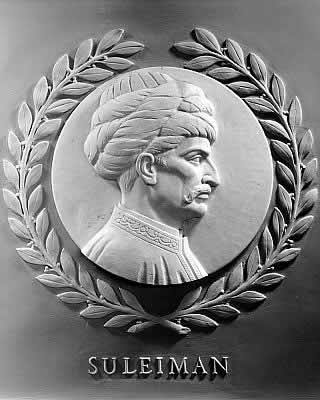
Bas-relief de Soliman ornant l'intérieur de la Chambre des représentants des États-Unis. Il est l'un des 23 grands législateurs de l'histoire commémorés en ce lieu.

Si Soliman est appelé « le Magnifique » en Occident, il est désigné par « le Législateur » en Orient. Comme l'historien Patrick Balfour l'écrivit : « Il était non seulement un grand militaire, un homme d'épée comme l'avait été son père et son arrière grand-père avant lui mais il différait d'eux car il était également un homme de plume. Il était un grand législateur, apparaissant aux yeux de ses sujets comme un souverain éclairé et un magnanime défenseur de la justice ». 
La loi suprême de l'Empire est la charia, ou Loi sacrée qui, en tant que loi divine de l'islam, ne peut être modifiée par le sultan. 
Cependant, un domaine législatif appelé Kanun dépend uniquement de la volonté de Soliman et couvre le droit pénal, fiscal et foncier. 
Il rassemble toutes les décisions faites par les neuf sultans ottomans précédents. 
Après avoir éliminé les doublons et choisi entre les textes contradictoires, il délivre un unique code légal qui ne viole pas les lois basiques de l'islam. 
C'est à travers cette structure que Soliman, aidé par le grand mufti Ebussuud Efendi, cherche à réformer la législation pour l'adapter à l'évolution rapide de l'Empire. 
Lorsque le Kanun atteint sa forme finale, le code des lois est nommé kanun‐i Osmani ou les « lois ottomanes ». 
Ce code légal va durer plus de 300 ans.
Soliman promulgue de nouvelles lois pénales et judiciaires limitant le nombre d'actes passibles de la peine de mort ou de la mutilation et établit une liste d'amendes correspondant à des délits définis. Dans le domaine fiscal, des taxes sur les animaux, les mines ou les profits du commerce sont levées. En plus des taxes, les fonctionnaires reconnus coupables de corruption peuvent voir leurs terres confisquées par le sultan.
Soliman prête une attention particulière aux souffrances des rayah (en), des sujets chrétiens travaillant sur les terres des sipahis. 
Son Kanune Raya, ou « Code des Rayas » réforme la loi concernant les taxes imposées à ceux-ci. 
Ce code améliore tellement leur condition que des serfs chrétiens émigrent dans les territoires ottomans pour en profiter. 
Néanmoins, malgré les réformes de Soliman, la situation des Chrétiens reste marquée par la pratique du devchirmé, en vigueur dans l'Empire ottoman depuis le XIVe siècle, consiste en un système de recrutement forcé, fondé sur la réquisition d'enfants et d'adolescents dans les populations chrétiennes pour les élever comme des Turcs musulmans, afin de les destiner à occuper de hauts postes dans l'administration, ou, pour la plus grande part, à faire partie des troupes d'élite ottomanes : les janissaires. Ainsi, plus de 30 000 janissaires issus de ce système servent Soliman tout au long de son règne.
Soliman prend également des mesures pour protéger les sujets juifs de son empire. À la fin de l'année 1553 ou 1554, sur la suggestion de son médecin et dentiste préféré, le juif espagnol Moïse Hamon, le sultan émet un décret (firman) dénonçant les accusations antisémites de meurtre rituel.
Soliman s'intéresse également à l'éducation. Les écoles attachées aux mosquées et financées par des fondations religieuses offrent un système d'éducation largement gratuite aux garçons musulmans, comparable aux écoles épiscopales des États chrétiens de l'époque. Dans sa capitale, Soliman accroit à 14 le nombre de mektebs (écoles primaires) qui apprennent aux enfants à écrire et à lire. Le nombre de médersas (lycées) enseignant la philosophie, l'astronomie et l'astrologie passe à 8. Il existe également des écoles supérieures dont les étudiants peuvent devenir enseignants ou imams ; elles dépendent étroitement du pouvoir politique ou religieux, contrairement aux universités européennes médiévales protégées par des privilèges. Les lieux d'éducation sont souvent à proximité des mosquées et certains abritent des dispensaires, des fontaines et des réfectoires ouverts au public.

## Influence culturelle

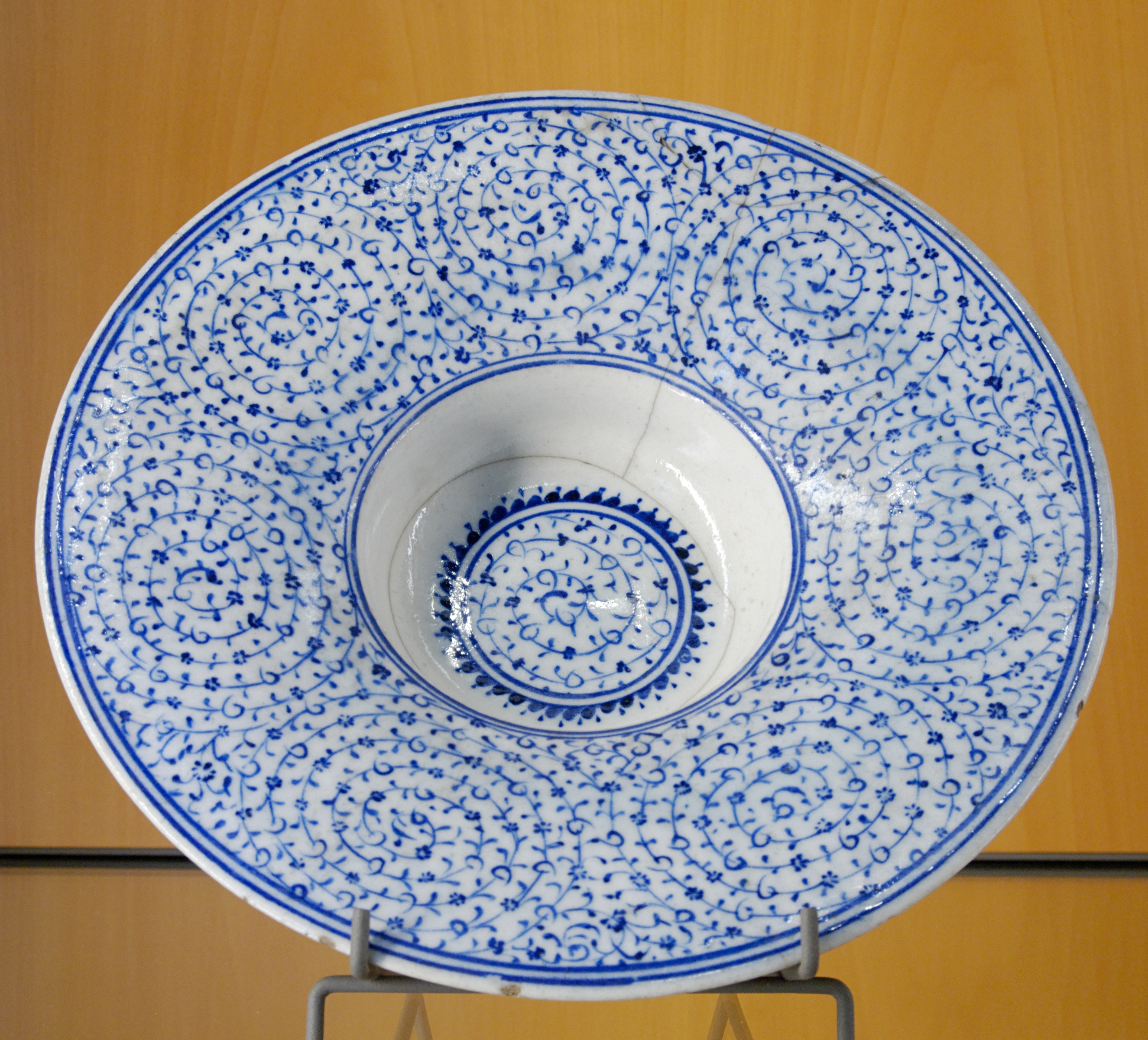
La céramique d'Iznik prospéra sous le règne de Soliman. Assiette des années 1530-1540.

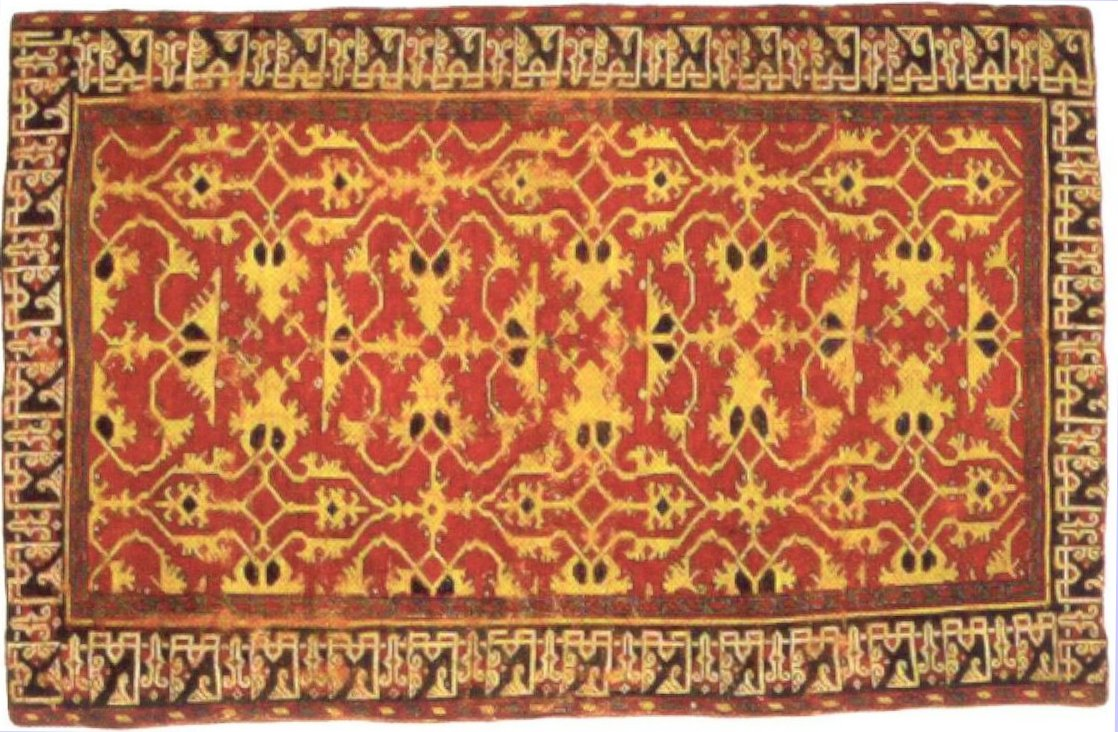
Tapis ottoman du XVIe siècle, musée d'Art de Saint-Louis.

Sous l'influence de Soliman, l'Empire ottoman entre dans un âge d'or culturel. Des centaines de sociétés artistiques impériales (appelées Ehl-i Hiref, « communauté des Talentueux ») sont administrées depuis le palais impérial de Topkapı. Après un apprentissage, les artistes et les artisans peuvent monter en grade au sein de leur confrérie et reçoivent des salaires très élevés. Les registres de salaires qui nous sont parvenus témoignent de l'étendue du mécénat artistique de Soliman ; le plus ancien de ces documents date de 1526 et recense 40 sociétés avec plus de 600 membres. 
Le Ehl-i Hiref attire les artistes les plus talentueux de tout l'Empire, à la fois du monde islamique et des territoires conquis d'Europe. Le résultat est un mélange des cultures européennes, turques et islamiques. Les artisans au service de la cour regroupent des peintres, des fourreurs, des bijoutiers et des orfèvres. Alors que les précédents souverains ont été influencés par la culture iranienne (le père de Soliman, Sélim Ier, écrit des poèmes en persan), le mécénat artistique de Soliman permet à l'Empire ottoman de construire son propre héritage artistique.
Soliman est lui-même un poète accompli, écrivant en persan et en turc sous le nom de Muhibbi (Amoureux). Lorsque son jeune fils Mehmed meurt en 1543, il compose un émouvant chronogramme pour commémorer l'année : Sans égal parmi les princes, mon sultan Mehmet,,.
Parmi les grands poètes du règne de Soliman, on peut citer Fuzouli et Bâkî. L'historien de la littérature E. J. W. Gibb observe « qu'à aucun moment, même en Turquie, il n'y eut plus d'encouragement envers la poésie que sous le règne de ce Sultan ». Le verset le plus célèbre de Soliman est :

« Les gens considèrent la richesse et le pouvoir comme le plus grand des destins,

Mais dans ce monde un moment de santé est le meilleur des états.

Ce que les gens appellent souveraineté est une lutte temporelle et une guerre constante ;

La vénération de Dieu est le plus haut des trônes, le plus joyeux de tous les états. »

Soliman est également renommé pour avoir soutenu une série de monumentaux développements architecturaux dans son empire. 
Le sultan cherche à transformer Constantinople en centre de la civilisation islamique avec une série de projets dont des ponts, des mosquées, des palais et divers établissements sociaux. 
Les plus grands d'entre eux sont bâtis par l'architecte en chef du sultan, Sinan, grâce auquel l'architecture ottomane atteint son apogée. Sinan devient responsable de plus de 300 monuments dans tout l'empire dont ses deux chefs-d'œuvre, la mosquée Süleymaniye de Constantinople et la mosquée Selimiye d'Adrianople, achevée sous le règne de Sélim II, fils de Soliman. 
Soliman fait restaurer également le dôme du Rocher et les murs de Jérusalem (qui forment aujourd'hui les murs de la vieille ville de Jérusalem) ainsi que la Kaaba de La Mecque.

## Vie privée

### Mahidevran

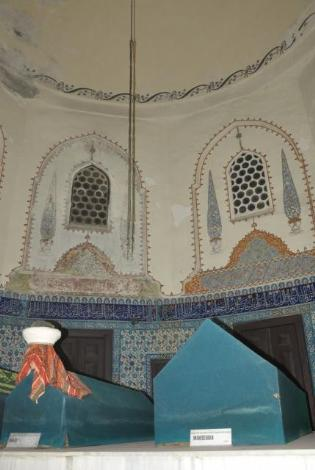
Tombe de Mahidevran.

Mahidevran a été la première grande amoureuse de Soliman le Magnifique. Ils ont ensemble 3 fils, dont un seul survivra : Şehzade Mustafa.
Elle finit par se faire surpasser par Roxelane.

### Roxelane

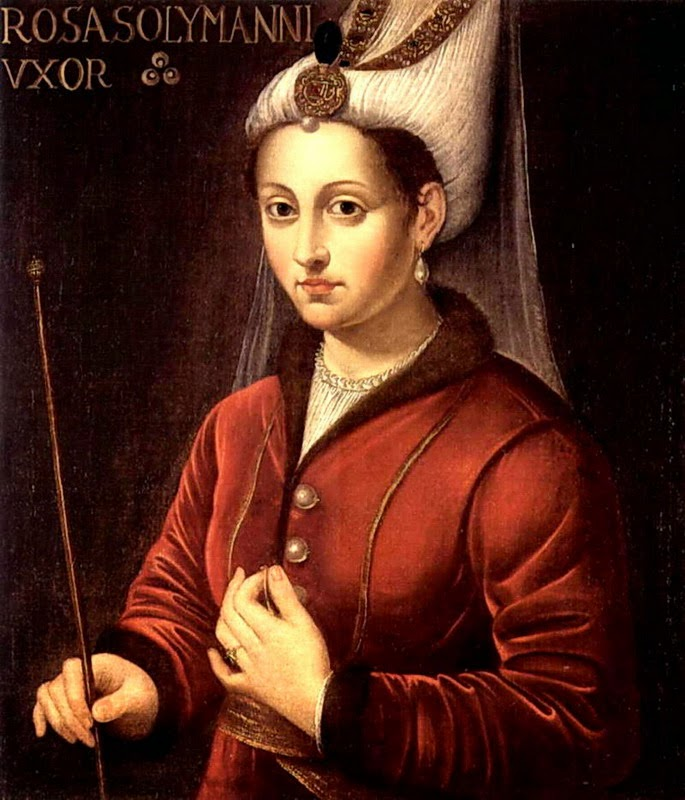
Roxelane, auteur inconnu, XVIe siècle.

Roxelane et Soliman le Magnifique par Karl Anton Hickel.

Soliman tombe amoureux de Roxelane, une fille de son harem originaire de Ruthénie, territoire faisant alors partie de la Pologne. Les diplomates occidentaux, constatant les commérages du palais sur elle, l'appellent « Russelazie » ou « Roxelane », en référence à ses origines slaves. Fille d'un prêtre orthodoxe ruthène, elle devient esclave et gravit les échelons du harem pour devenir la favorite de Soliman.
Rompant avec deux siècles de traditions ottomanes, une ancienne concubine est devenue l'épouse légale du sultan, à la stupeur des observateurs du palais et de la ville. Il autorise également Hürrem Sultan (le nom officiel de Roxelane) à rester avec lui à la cour pour le reste de sa vie, brisant une tradition ottomane voulant que, lorsque les héritiers atteignent leur majorité, ils soient envoyés avec leur génitrice pour gouverner une province reculée de l'Empire et n'en reviennent que pour occuper le trône impérial.
Sous son nom de plume, Muhibbi, Soliman a composé ce poème pour Roxelane :
Trône de mon mihrab, ma richesse, mon amour, mon clair de lune.

Ma compagne intime, ma confidente, ma toute chose, mon seul et unique amour.

La plus belle parmi les admirables…

Mon printemps, source de toutes joies, source de lumière, mon étoile brillante, lumière de ma nuit…

Mon doux sucre, mon trésor, ma rose, la seule qui ne me désole pas dans ce monde…

Mon Constantinople, mon Caraman, le centre de mon Anatolie

Mon Badakhchan, mon Bagdad et mon Khorasan

Ma femme aux beaux cheveux et aux beaux sourcils, aux yeux langoureux et pleins de malice…

Je chanterais toujours tes louanges

Moi, amoureux au cœur tourmenté, Muhibbi aux yeux pleins de larmes, je suis heureux.

### Pargalı Ibrahim Pacha

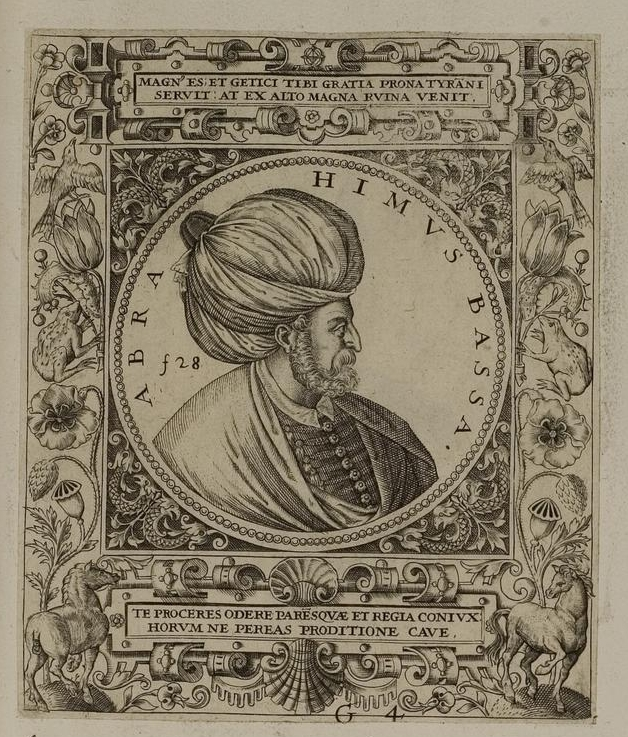
Portrait de Pargalı Ibrahim Pacha.

Pargalı Ibrahim était un ami d'enfance de Soliman. Ibrahim était initialement un Grec de confession orthodoxe, originaire de Párga, en Épire,. Il fut éduqué à l'école du palais sous le système du devchirmé. Soliman le fit fauconnier royal puis le promut premier officier de la chambre royale. Ibrahim Pacha devint grand vizir en 1523 et commandant en chef de toutes les armées. Soliman le nomma également beylerbey de Roumélie lui offrant l'autorité sur tous les territoires européens de l'Empire de même que sur les troupes y étant stationnées en temps de guerre. Selon un chroniqueur du XVIIe siècle, Ibrahim avait demandé à Soliman de ne pas le nommer à une position aussi haute, craignant pour sa sécurité ; ce à quoi Soliman répondit que sous son règne, peu importe les circonstances, il ne serait pas exécuté.
Cependant, Ibrahim perdit le soutien du sultan. Durant ses treize années en tant que grand vizir, sa promotion rapide et l'accumulation importante de ses richesses lui avait attiré l'inimitié de nombreux courtisans. Soliman reçut des rapports concernant l'insolence d'Ibrahim durant une campagne contre les Séfévides d'Iran, en particulier le fait qu'il ait adopté le titre de « sultan sérasker », ce qui était vu comme un affront envers Soliman.
La méfiance de Soliman fut accrue après une querelle entre Ibrahim et le ministre des finances Iskender Chelebi. La dispute se termina par la disgrâce d'Iskender sur des accusations de complot et ce dernier fut condamné à mort par Soliman sur les conseils d'Ibrahim. Avant sa mort, Iskender accusa Ibrahim de comploter contre le sultan. Ces derniers mots convainquirent Soliman de la déloyauté d'Ibrahim et le 15 mars 1536, le corps sans vie d'Ibrahim fut découvert dans le palais de Topkapı.

## Décès et succession

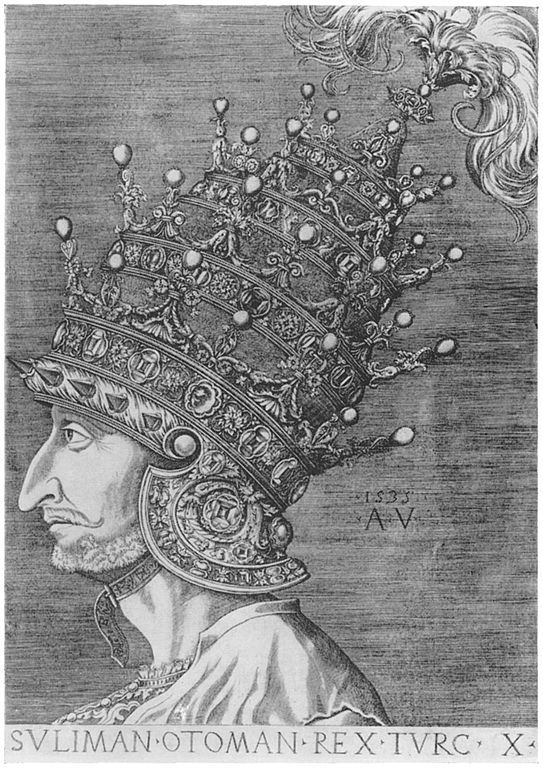
Gravure d'Agostino Veneziano représentant Soliman,,,.

C'est dans la nuit du 5 au 6 septembre 1566, soit la veille avant la victoire ottomane lors du siège de Szigetvár, que Soliman serait décédé, dans sa tente en terre hongroise. 
Sa santé s'est probablement dégradée du fait du long voyage entrepris depuis Constantinople, d'autant plus qu'il est extrêmement affaibli dès son départ de la capitale turque. On a caché sa mort à l'armée pour qu'elle ne perde pas le moral et on a ramené son corps à Constantinople dans une voiture close, prétextant qu'il était malade. Aucune proclamation officielle n'est faite avant le 48e jour suivant son décès, date à laquelle le cortège approche Belgrade où l'attend son successeur, Sélim.
Cependant, la lutte de succession a débuté bien des années auparavant. Soliman a eu huit fils dont quatre vivent jusque dans les années 1550 : Mustafa, Sélim, Bayezid et Cihangir. De ces derniers, seul Mustafa n'est pas le fils de Roxelane, mais de l'ancienne favorite de Soliman, Mahidevran. Mustafa est considéré comme le plus talentueux des frères et a le soutien de Pargalı Ibrahim Pacha avant l'exécution de ce dernier en 1536. Guillaume Postel écrit ainsi en 1537 : « Soliman a parmi ses enfants un fils nommé Mustafa, merveilleusement bien éduqué, prudent et en âge de régner car il n'a que 24 ou 25 ans ; Puisse Dieu empêcher un barbare d'une telle force de nous approcher » ; Ogier Ghislain de Busbecq parle de ses « dons naturels remarquables ».
Roxelane sait que si Mustafa devient sultan, ses fils seront assassinés, et elle est généralement considérée comme ayant au minimum fait partie des intrigues concernant la nomination d'un successeur. Bien qu'épouse de Soliman, elle n'exerce aucun rôle public officiel. Cela ne l'empêche cependant pas de rassembler de nombreuses personnalités politiques. Comme l'Empire manque de règles pour nommer un successeur, la succession implique habituellement la mort des princes concurrents afin d'éviter une guerre civile. Dans le but d'empêcher l'exécution de ses fils, Hürrem use de son influence pour éliminer ceux qui soutiennent l'accession au trône de Mustafa.

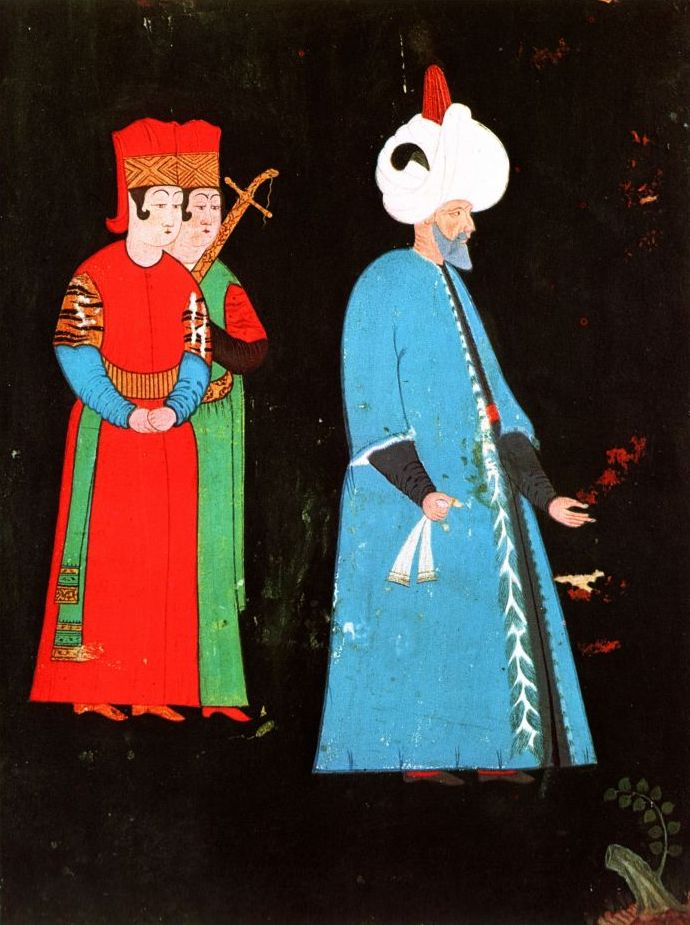
Portrait de Soliman vers la fin de son règne.

Ainsi, dans les luttes de pouvoir apparemment à l'instigation de Hürrem, Soliman fait assassiner son grand vizir Ibrahim en 1536. En 1552, lorsque la campagne contre les Séfévides est lancée avec à sa tête son beau-fils Rüstem Pacha, devenu grand vizir en 1544, les intrigues commencent contre Mustafa. Rüstem envoie l'un des hommes les plus respectés de Soliman pour rapporter que comme Soliman n'est pas à la tête de l'armée, les soldats pensent que le temps est venu de mettre un plus jeune prince sur le trône ; dans le même temps il fait courir l'idée que Mustafa a été réceptif à cette idée. Ulcéré par ce qu'il croit être un plan de Mustafa pour s'emparer du trône, Soliman, en route vers le front perse, le convoque dans sa tente à Ereğli pour qu'il « puisse se justifier des crimes dont il était accusé et qu'il n'avait rien à craindre s'il venait ».
Mustafa doit choisir, soit paraitre devant son père avec le risque d'être tué, soit refuser de venir et se faire accuser de trahison. Finalement, il choisit de se rendre à l'invitation, confiant dans le fait que le soutien de l'armée le protégerait. Busbecq, qui avance avoir reçu un rapport d'un témoin, relate les derniers moments de Mustafa. Alors qu'il entre dans sa tente, les eunuques de Soliman attaquent Mustafa qui se défend vaillamment. Soliman, séparé de la lutte par de simples rideaux, assiste à la scène. Mustafa est étranglé avec une corde à arc.
Cihangir serait mort de chagrin quelques mois après le meurtre de son demi-frère. Les deux frères survivants, Bayezid et Sélim, reçoivent des commandements dans deux régions différentes de l'Empire. En quelques années, une guerre civile éclate entre les deux frères, chacun d'entre eux soutenu par ses troupes. Avec l'aide de l'armée de son père, Sélim bat Bayezid à Konya en 1559 et ce dernier cherche refuge chez les Séfévides avec ses quatre fils. Le sultan demande au shah Tahmasp Ier que Bayezid soit extradé ou exécuté. En échange d'une importante quantité d'or, le Shah autorise un bourreau turc à étrangler Bayezid et ses quatre fils en 1561. L'accession au trône de Sélim est à présent dégagée.
Ce dernier succède ainsi à son père, devenant le 11e sultan de l'Empire ottoman.

### Tombeau potentiel en Hongrie

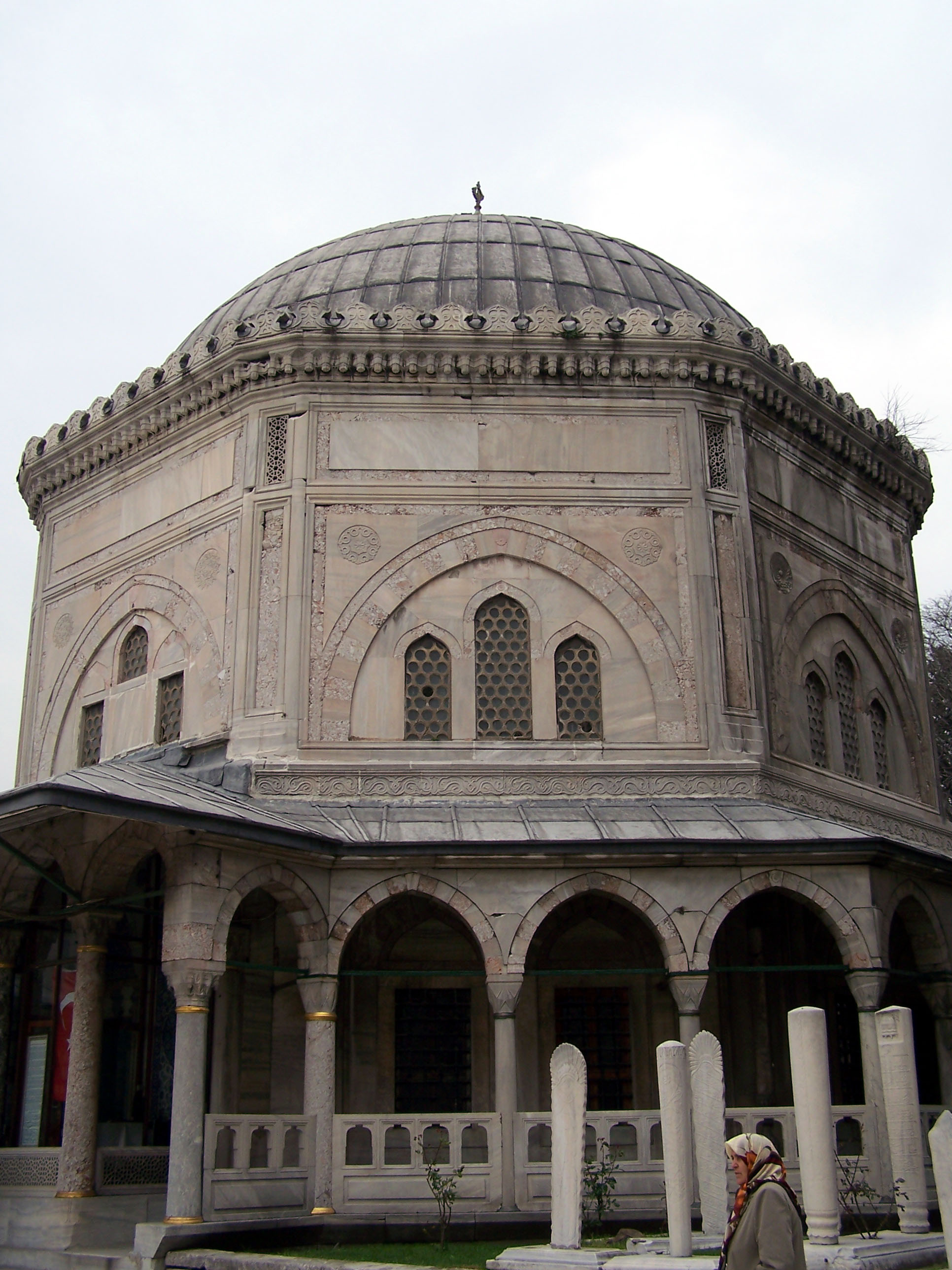
Mausolée de Soliman à la mosquée Süleymaniye, Istanbul, Turquie.

Lorsque Soliman décède en Hongrie, les Ottomans érigent un petit tombeau sur place et y inhument son cœur. Des archéologues hongrois, fouillant un complexe funéraire turc (composé d'un sanctuaire, de casernes, d'un monastère), mis au jour près de Szigetvár (46° 04′ 46″ N, 17° 50′ 41″ E), affirment en 2016 que la tombe retrouvée est très probablement celle du sultan Soliman. Ils se fondent notamment sur le style des bâtiments de ce complexe, proche de celui du mausolée de Soliman à Istanbul,.

## Héritage

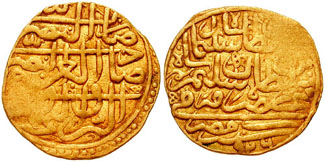
Sequin de Soliman le Magnifique.

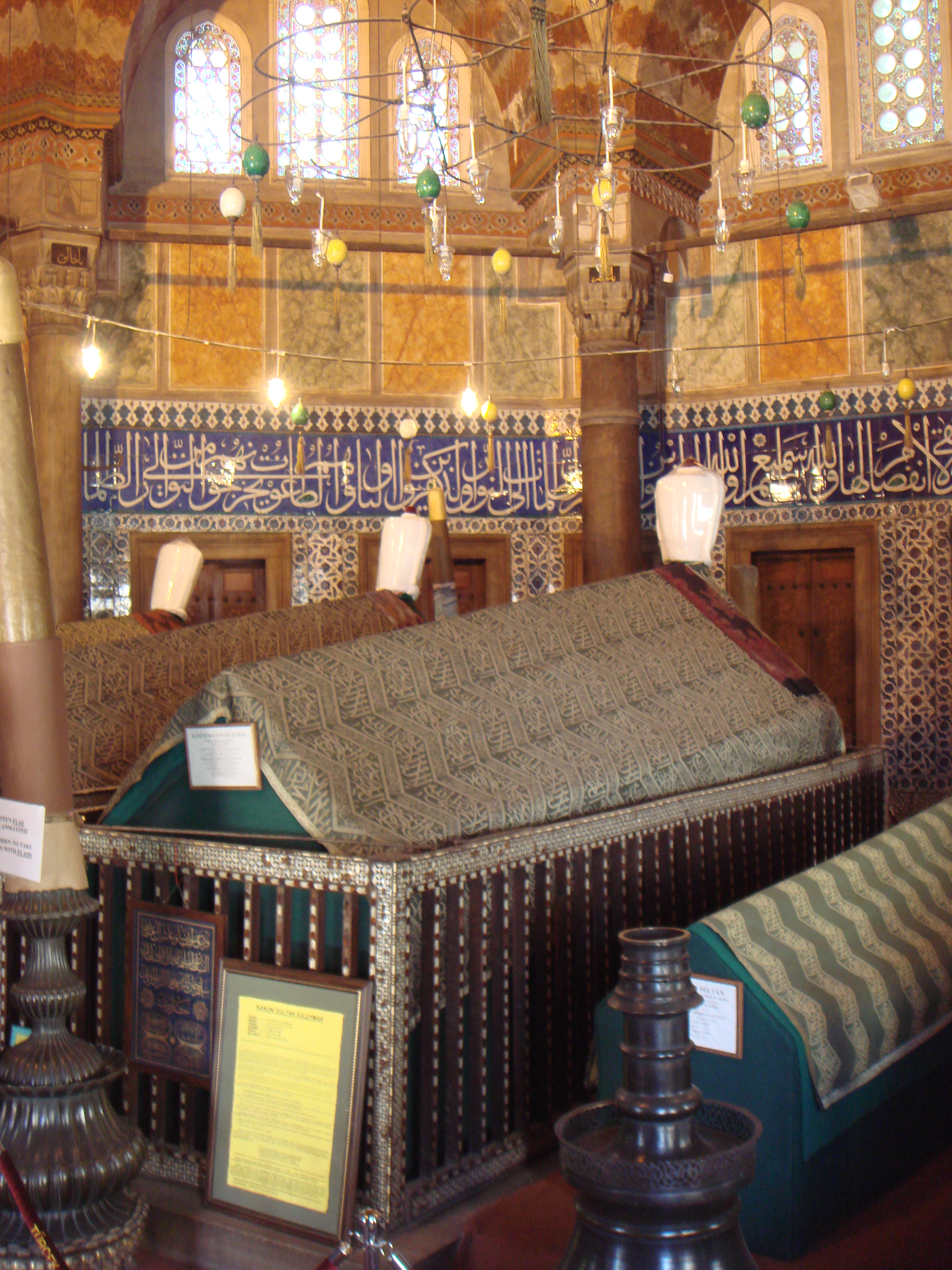
Cercueil de Soliman, dans son mausolée rattaché à la mosquée Süleymaniye.

À la mort de Soliman, l'Empire ottoman est l'une des puissances les plus avancées au monde. 
Soliman a conquis les grandes villes musulmanes de La Mecque, Médine et Bagdad, de nombreuses provinces dans les Balkans (jusque dans la Croatie et l'Autriche actuelle) et la plus grande partie de l'Afrique du Nord. 
L'expansion impériale ottomane en Europe a donné aux Ottomans un rôle important dans la balance des forces européennes. 
En effet, la menace posée par les Ottomans est si prégnante sous le règne de Soliman que l'ambassadeur Busbecq avertit l'Europe : « Les Turcs ont pour eux un puissant empire, des ressources inégalées, l'expérience des armes et surtout l'habitude de la victoire… Pouvons-nous douter de l'issue à venir ?… Lorsque les Turcs se seront entendus avec la Perse, ils voleront jusqu'à nos gorges portés par la puissance de tout l'Est ; je ne puis dire ô combien nous ne sommes pas préparés ».
Même trente ans après sa mort, le « sultan Soliman » est évoqué par l'auteur anglais William Shakespeare en tant que prodige militaire dans Le Marchand de Venise (Acte 2, Scène 1).
L'héritage de Soliman ne se limite pas simplement au domaine militaire. 
Le voyageur français Jean de Thévenot rapporte un siècle plus tard : « la puissance agricole du pays, le bien-être des paysans, l'abondance de la nourriture et la survie de l'organisation du gouvernement de Soliman ». 
Les réformes de l'administration et du système judiciaire qui lui valent le surnom de « Législateur » assurent la survie de l'empire bien après sa mort, une réussite qui « prit de nombreuses générations d'héritiers décadents à défaire ».
À travers son mécénat, Soliman préside également à l'âge d'or de l'Empire ottoman, représentant son apogée architecturale, culturelle, littéraire, théologique, artistique et philosophique,. Aujourd'hui, l'horizon du Bosphore et de nombreuses villes de la Turquie moderne et des anciennes provinces ottomanes arbore toujours les travaux architecturaux de Sinan. 
Parmi ceux-ci, la mosquée Süleymaniye, construite en 1557 par l'architecte à la demande du sultan, est la dernière demeure de Soliman et de Roxelane : ils y reposent dans deux mausolées séparés rattachés à la mosquée au sein de la capitale ottomane, désormais nommée Istanbul.

## Dans la culture populaire

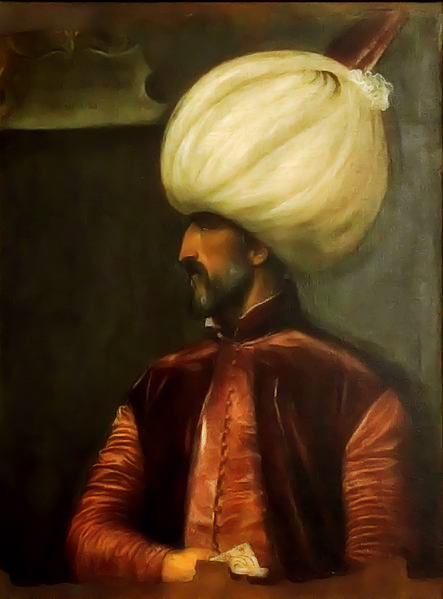
Soliman le Magnifique.

Soliman apparaît tout d’abord dans le court métrage Les Trois sultanes, réalisé par Adrien Caillard et sorti le 21 juin 1912 au cinéma. Dans celui-ci, Soliman est incarné par l’acteur français Georges Tréville.
La série télévisée Muhteşem Yüzyıl ou Le Siècle magnifique, diffusée de 2011 à 2014 sur la chaîne Show TV, s'inspire également de la vie de Soliman le Magnifique et de Roxelane, sa favorite, ainsi que de la vie de son harem. Dans la série, Soliman est interprété par l’acteur turc Halit Ergenç.
En 2012, un documentaire-fiction, intitulé Soliman le magnifique, lui est consacré dans le cadre de l'émission Secrets d'Histoire, présentée par Stéphane Bern. Le documentaire revient sur ses différentes conquêtes, ses trésors et ses mosquées, ainsi sur sa passion pour une esclave slave, Roxelane, qui élimine toutes ses rivales et devient l'épouse du sultan.
Soliman peut être incarné par le joueur en tant que dirigeant de la civilisation ottomane dans les jeux vidéo Civilization IV, Civilization V et Civilization VI. Il fait également plusieurs apparitions dans le jeu vidéo Assassin's Creed Revelations.